# Слободка (Залесский сельсовет)
Слободка (бел. Слабодка) — деревня в Залесском сельсовете Чечерского района Гомельской области Беларуси.
На территории Чечерского биологического заказника.
В результате катастрофы на Чернобыльской АЭС и радиационного загрязнения жители (16 семей) в 1992 году переселены в чистые места.

## География

### Расположение
В 15 км на северо-восток от Чечерска, 52 км от железнодорожной станции Буда-Кошелёвская (на линии Гомель — Жлобин), 80 км от Гомеля.

### Гидрография
На реке Девица (приток реки Сож).

## Транспортная сеть
Транспортные связи по просёлочной, затем автомобильной дороге Полесье — Чечерск. Планировка состоит из короткой улицы, ориентированной с юго-запада на северо-восток и застроенной деревянными домами.

## История
Согласно письменным источникам известна с начала XIX века как селение в Полесской волости Рогачёвского уезда Могилёвской губернии. В 1816 году во владении помещика Малиновского. С 1880 года действовал хлебозапасный магазин. Согласно переписи 1897 года действовали хлебозапасный магазин, ветряная мельница.
В 1926 году работал почтовый пункт, в Солтановском сельсовете Чечерского района Гомельского округа. В 1929 году организован колхоз. Во время Великой Отечественной войны в августе 1943 года оккупанты сожгли 13 дворов, убили 2 жителей. 16 жителей погибли на фронтах. Согласно переписи 1959 года входила в состав совхоза «Беляевский» (центр — деревня Беляевка).

## Население

### Численность
- 1992 год — жители (16 семей) переселены.

### Динамика
- 1816 год — 18 дворов.
- 1897 год — 24 двора, 152 жителя (согласно переписи).
- 1926 год — 39 дворов, 213 жителей.
- 1959 год — 131 житель (согласно переписи).
- 1992 год — жители (16 семей) переселены.